# Gerätebau GmbH

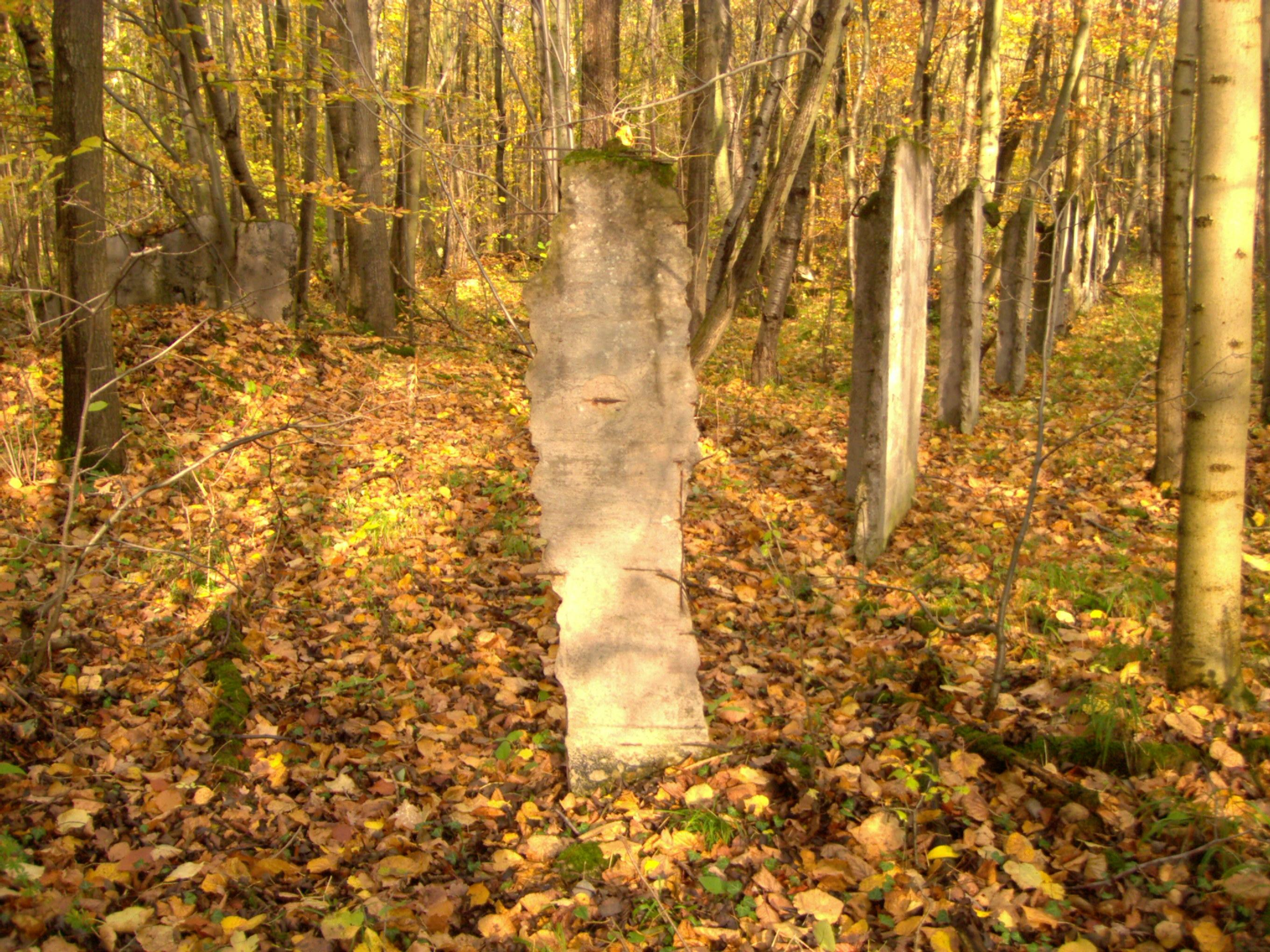
Reste der Betonmauer um die ehemaligen Werksanlagen der Gerätebau GmbH im Mühlhäuser Stadtwald (Okt. 2006)

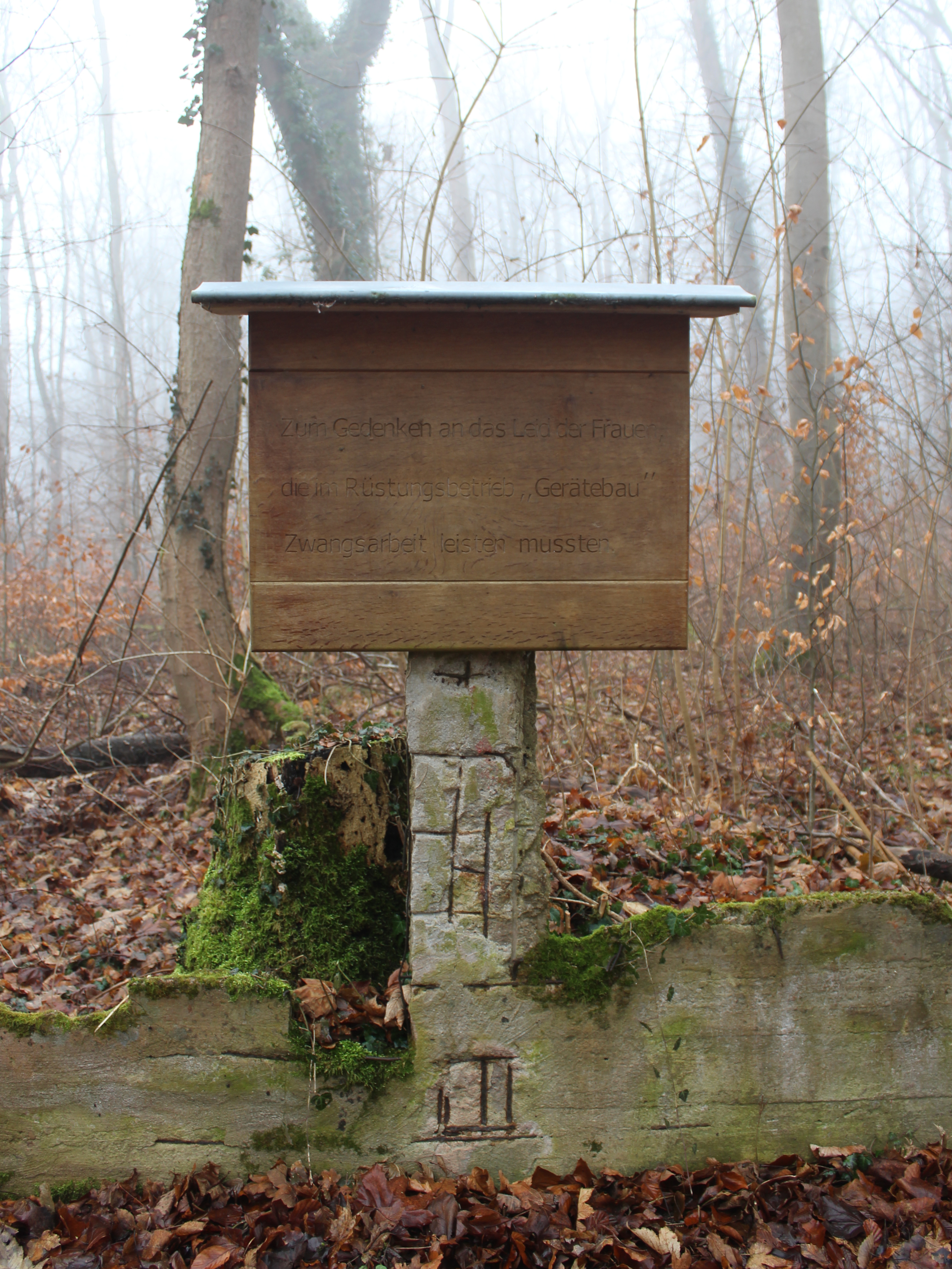
Gedenktafel für die Zwangsarbeiterinnen der Gerätebau GmbH (Dez. 2024)

Die Gerätebau GmbH war ein Rüstungsbetrieb bei Mühlhausen/Thüringen. Das Ende 1937 fertiggestellte Zweigwerk der Uhrenfabrik Gebr. Thiel aus Ruhla, einem „traditionellen Lieferanten der Reichswehr“, fertigte im Dreischicht-Betrieb überwiegend Zeitzünder-Uhrwerke für Flak-Granaten. Die Fabrik im Mühlhäuser Stadtwald beschäftigte 4231 Arbeitskräfte (Stand 5. Mai 1944).

## Geschichte
Die Fabrikanlagen wurden südlich des Gasthofs Peterhof im Margarethenholz des Mühlhäuser Stadtwalds auf einem bereits am 22. Juni 1934 von der Stadt aufgekauften 22,5 Hektar großen Areal mit Fördermitteln des Reichswehrministeriums errichtet. Das Werk bestand aus mehreren ebenerdigen, unterkellerten Gebäuden mit bepflanzten Flachdächern und war von einer 2,5 m hohen Betonmauer umgeben. Den Hauptteil der Anlage bildeten drei Stahlbeton-Skelettbauten: die beiden doppelt abgewinkelten, ca. 300 m × 25 m große Fertigungshallen sowie ein dazwischen gelegenes Verwaltungsgebäude, wo sich auch eine Prüf- und Abnahmestelle des Heereswaffenamtes befand. Eine asphaltierte Straße und eine Zweigstrecke der Mühlhäuser Straßenbahn führte zum Werkseingang. 
Die Gerätebau GmbH am Diedorfer Stieg 1 fertigte Präzisionsinstrumente und Zünder. Beschäftigt wurden anfangs einheimische Facharbeiter und später vorwiegend ukrainische und polnische Fremd- bzw. „Ostarbeiter“ sowie aus Polen und Ungarn stammende jüdische Zwangsarbeiterinnen. Diese wurden vom KZ Buchenwald zugewiesen und in dem KZ-Außenlager „Martha II“ untergebracht, einer am Waldrand rund 1,5 km östlich gelegenen Barackensiedlung. Die Baracken beherbergten auch die Fremdarbeiter sowie die SS-Wachmannschaft und sind noch heute in der Mühlhäuser Bevölkerung als B-Lager bekannt. Nach dem Kriegsende waren dort rund 1700 Soldaten der Sowjetarmee (ab 1954 GSSD) stationiert.

## Relikte
Die Fabrikanlagen wurden 1947 auf Anordnung des sowjetischen Majors Korolew gesprengt. Ruinen und Trümmer der Gebäude und Umfassungsmauer sind bis heute unter dem aufgekommenen Eschen-Pionierwald erhalten geblieben. An das Werk erinnern auch noch eine mitten im Buchen-Mischwald gelegene Rosskastanienallee und alte Randsteine entlang der Einfahrt. Die Stahlbetonplatten der Sichtschutzmauer fanden als Bodenplatten für das Strandbecken des Mühlhäuser Freibades am Schwanenteich Verwendung.